# Rhinestone Eyes
«Rhinestone Eyes» — песня британской виртуальной группы Gorillaz, вошедшая в их третий студийный альбом Plastic Beach.

## История
Первоначально предполагалось, что песня будет выпущена в качестве четвёртого сингла с альбома Plastic Beach, а физические копии сингла будут отправлены на радиостанции США. Однако через несколько дней после выпуска копий группа приняла решение выпустить так другой сингл — неальбомный «Doncamatic».
Песня использована в видеоигре FIFA 11.

## Выступления
Gorillaz впервые исполнили песню вживую в Wedgewood Rooms в Портсмуте 21 марта 2010 года. Песня исполнялась на всех концертах их мирового тура Escape to Plastic Beach Tour, проходившего с октября по декабрь 2010 года. Группа записала концертный сет для Позднего шоу с Дэвидом Леттерманом 8 октября 2010 года. Сет был выпущен в веб-трансляции шоу, а «Rhinestone Eyes» прозвучал в ТВ-трансляции.
Gorillaz также исполнили эту песню на концертах своих последующих туров Humanz Tour (2017—2018) и The Now Now Tour (2018).

## Музыкальное видео
Раскадровка возможного музыкального клипа на песню была выпущена 4 октября 2010 года на официальном канале группы на YouTube. Созданное фанатом видео с полностью анимированной полноцветной визуализацией официальной раскадровки было выпущено 31 августа 2017 года нидерландско-американским аниматором Ричардом Ван Асом. Видео было положительно воспринято официальным Gorillaz, с канала которых был оставлен комментарий в разделе комментариев к видео.

## Чарты
| Чарт (2010)                                         | Высшая позиция |
| --------------------------------------------------- | -------------- |
| США (Billboard Alternative Airplay)                 | 9              |
| США (Billboard Rock Digital Song Sales)             | 49             |
| США (Billboard Dance/Electronic Digital Song Sales) | 16             |